# マージーサイド
マージーサイド（英: Merseyside、[ˈmɜːrzisaɪd]）は、イギリスのノース・ウェスト・イングランドにある典礼カウンティおよび都市カウンティ。北でランカシャーと、東でグレーター・マンチェスターと、南でチェシャーと、南西でディー川の河口部をはさみウェールズのフリントシャーと隣接し、西でアイリッシュ海に臨む。最大都市はリバプール。
面積は645平方キロメートル、人口は140万人あまりで、高度に都市化が進んでいる。主要都市としてリバプールのほか、バーケンヘッド、セント・ヘレンズ、サウスポートが挙げられる。地方行政上はノウズリー、セント・ヘレンズ、セフトン、ウィラル、リバプールの5つの大都市バラ (metropolitan borough) からなり、このうちウィラルのみマージー川の西岸に位置する。これらの大都市バラとチェシャーのホールトンはリバプール・シティ・リージョン合同行政機構の管轄下にあり、ひとりの市長のもとで一体的な行政が展開されている。
産業革命以前は大部分が農村部であったが、マージー川の河口というその地勢から、リバプールは港湾都市として発展し、大西洋奴隷貿易に関与してランカシャーの工場に綿を供給した。また、バーケンヘッドは造船業の中心地として栄えた。1830年には世界初の都市間鉄道として、リヴァプール・アンド・マンチェスター鉄道が開通した。カウンティとしては1974年に設立され、それ以前はウィラル地域はチェシャー、そのほかの地域はランカシャーの一部であった。
マージーサイドはスポーツや音楽、文化の面で知られる。ビートルズをはじめとする多くのアーティストやバンドを輩出し、マージービート (Merseybeat) というジャンルを生むまでになった。また、プレミアリーグのエバートンFCやリバプールFCなどのサッカークラブの本拠地でもある。ロイヤル・リバプールとロイヤル・バークデールの両ゴルフクラブはこれまでに22回全英オープンの開催地となってきたし、グランドナショナルはヨーロッパで最も有名な障害競走である。リバプール周辺には博物館や美術館が9か所あり、ナショナル・ミュージアムズ・リバプールと総称されている。

## 歴史
マージーサイドは1958年地方自治法において「特別再検討」地域に指定され、イングランド地方自治委員会が1962年にリバプール、ブートル、バーケンヘッド、ウォラセイの各特別市一帯の地域の再検討を開始した。1965年には勅命により、ウィドネスとランコーンの各地域が特別再検討地域に加えられた。委員会は1965年に草案を公表したものの、最終的な勧告書を作成できないまま1966年に廃止された。
それに代えて、イングランドの地方自治全般を再検討する王立委員会が立ち上げられ、同委員会はランカシャー南西部やチェシャー北西部も含む、南はチェスターから北はリブル川に至るより大きなマージーサイド大都市圏の創設を提案した（レッドクリフ＝モード報告）。下位行政区としては、サウスポート/クロスビー、リバプール/ブートル、セント・ヘレンズ/ウィドネス、ウィラル/チェスターの4ディストリクト（地区）が想定された。1970年に設立されたマージーサイド旅客交通公社（のちのマージートラベル）はリバプール、セフトン、ウィラル、ノウズリーを管轄したが、サウスポートとセント・ヘレンズは除外された。
当時の保守党政権はレッドクリフ＝モード報告を却下したが、マージー地域に二層制の大都市圏を置くという考え自体は取り入れた。新しい地方自治法案ではチェスターやエルズミーア・ポートといった南北端の地域を除外する一方、市議会が編入を求めていたサウスポートを大都市圏に組み入れた。国会でもさらに議論が重ねられ、スケルマーズデールが大都市圏から除外されたほか、セントヘレンズおよびホイトン地区が今日のセント・ヘレンズとノウズリーという別々の大都市バラに分割された。
1974年4月1日、従来のランカシャーおよびチェシャーの各カウンティの一部およびバーケンヘッド、ウォラセイ、リバプール、ブートル、セント・ヘレンズの各特別市をもってマージーサイドが発足した。これを受けて、マージートラベルはセント・ヘレンズとサウスポートも管轄するようになった。発足当初はマージーサイド州議会が5つのバラと権限を分け合う二層制の地方自治制度が採られたが、マーガレット・サッチャー政権期の1986年に州議会は廃止され、各バラは単一自治体となった。

## 交通

### 道路

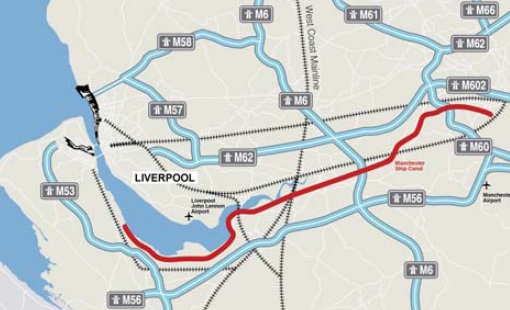
マージーサイドの高速道路網

高速道路のM58が北に、M56が南に、M6とM62が東に、M53が西に伸びる。M57はリバプール市の外郭環状道路およびバイパスとして機能している。クイーンズウェイ・トンネルとキングズウェイ・トンネルがマージー川の直下を通っており、それぞれリバプールとバーケンヘッド、リバプールをウォラセイとを結んでいる。また、ランコーンとウィドネスのあいだにはシルバー・ジュビリー橋とマージー・ゲートウェイ橋が架けられている。後者はランコーン─ウィドネス間の交通事情改善を目的に建設され、2017年に開通した。
また、自転車国道56号がウィラル地域を、同62号がサウスポートからランコーンにかけて通っている。主要なバス会社として、ステージコーチ・マージーサイドやアライバ・ノースウェストが挙げられる。

### 鉄道

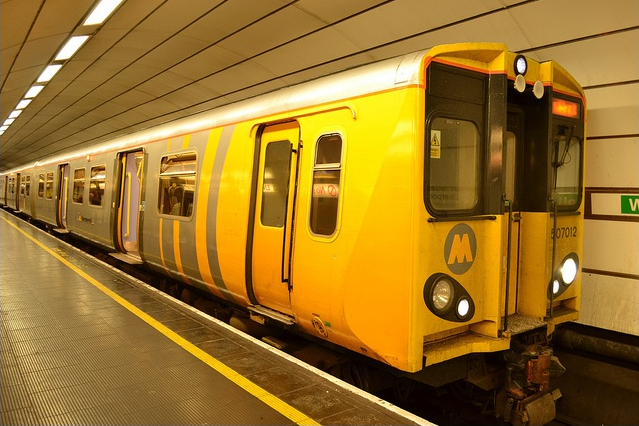
典型的なマージーレイルの車両。リヴァプール・セントラル駅にて

リヴァプール・ライム・ストリート駅は、マージーサイドにおける都市間鉄道の最も主要な鉄道駅であり、2021 - 22年度には1046万人が利用した。同駅にはアヴァンティ・ウェスト・コースト、ロンドン・ノースウェスタン鉄道、トランスペナイン・エクスプレス、ウェスト・ミッドランズ・トレインズ、ウェールズ交通、ノーザン・トレインズの各社が乗り入れており、国内各地とを結んでいる。
マージーレイルは州内の都市鉄道網で、リバプール市地域の旅客交通部門であるマージートラベルが運営している。州中央部の北部線とウィラル半島のウィラル線の二路線を有し、66の駅がある。二路線はリバプール市中心部のリバプール中央駅で接続する。同駅はマージーサイドで最も利用客数の多い駅で、2021 - 22年度には1075万人が利用した。マージーレイルの鉄道網は、ランカシャーのオームズカークやチェシャーのエルズミーア・ポート、チェスターにまで至る。マージートラベルは州東部の路線を「シティライン」と呼んでいるが、その運行にマージーレイルは関与していない。ウィラル西部とウェールズとを結ぶボーダーランズ線は、ウェールズ鉄道交通が運行している。

### 船舶
長距離旅客クルーズ船向けのリバプール・クルーズ・ターミナルがある。フレッド・オルセン・クルーズ・ラインズの「ブラック・ウォッチ」号とクルーズ・アンド・マリタイム・ボヤッジーズの「マジェラン」号が、同ターミナルとアイスランドやフランス、スペイン、ノルウェーとを結んでいる。リバプール臨海地区再開発計画の一環として、ピール・ポーツが第二のクールズ・ターミナルを建設する構想がある。
旅客
リバプールのピア・ヘッドにあるプリンセズ桟橋では、マン島スチーム・パケット・カンパニーが夏季にマン島便を運航している。バーケンヘッドのトゥエルブ・キーでも、冬期のマン島便や北アイルランドのベルファスト便が発着する。
マージー・フェリーは少なくとも12世紀以来の歴史を持つが、現在ではウィラルとリバプール市中心部とを連絡している。2009 - 10年度には68.4万人の利用客があった。
貨物
リバプール港が最大の商港だが、ウィラル半島のグレート・フロートにあるバーケンヘッド・ドックス・コンプレックスでも多少貨物の取扱がある。
リバプール港は年間3300万トン以上の貨物を取り扱うコンテナ港で、これは2022年時点でイギリスで4番目の規模である。アフリカ、オーストラリア、中国、インド、中東、南アフリカなどの100か所以上と往来がある。輸入は穀物や飼料、材木、鉄鋼、石炭、ココア、原油、食用油、液状化学品が中心で、輸出は主にリサイクル向けのスクラップ鋼材である。2016年にシーフォース地区にリバプール第2ターミナルが開業したことで、ポストパナマックス級の船舶も寄港できるようになり、港の運用能力は倍増した。

### 空港
リバプール市中心部の南東10キロメートルのスピークにあるリバプール・ジョン・レノン空港が主要な国際空港で、2020年には500万人が利用した。イージージェットやライアンエアーなどが就航しており、近東や北アフリカを含む70以上の路線がある。この空港は大拡張の計画が持ち上がっており、2030年までに1200万人以上の対応能力を持つことが見込まれている。

## スポーツ
エヴァートンFCやリヴァプールFC、トレンメア・ローヴァーズFC、マリンFC、サウスポートFCといったサッカークラブが本拠地としている。ゴルフではロイヤル・リバプール・ゴルフクラブ、ロイヤル・バークデール・ゴルフクラブ、ヒルサイド・ゴルフクラブ、サウスポート・アンド・エインズデール・ゴルフクラブといったゴルフ場がある。クリケットでは、歴史あるエイグバース・クリケット場がある。エイントリー・モーターレーシング・サーキットは、1955年から1962年にかけてイギリスグランプリの開催地となった。エイントリー競馬場はグランドナショナルの開催地であるほか、ヘイドックパーク競馬場もマージーサイドにある。トータリー・ウィキッド・スタジアムはセント・ヘレンズRFCの本拠地である。ホイレークはイギリスで最もランドセーリングに適した場所で、サウスポート24時間レースなどが開催される。